# Gaëtan Mourgue D'Algue
Gaëtan Mourgue D'Algue, residente de Saint-Nom-la-Bretèche, França, que ajudou a popularizar o então pouco conhecido esporte golfe no país durante a década de 1960. Ao convencer Pierre Menet a criar o Trophée Lancôme, esperava atrair os melhores jogadores de golfe do mundo a vir a Saint-Nom e competir em torneios internacionais de destaque.
Além disso, venceu a Copa Biarritz duas vezes, em 1957 e em 1961.